# پیربهار کوتوله
پیربهار کوتوله (نام علمی: Erigeron nanus) نام یک گونه از سرده پیر بهار است.